# Dealu Crucii, Botoșani
Dealu Crucii este un sat în comuna Vorniceni din județul Botoșani, Moldova, România.
 Acest articol despre o localitate din județul Botoșani este deocamdată un ciot. Puteți ajuta Wikipedia prin completarea lui.